# City of Canning
City of Canning is een Local Government Area (LGA) in Australië in de staat West-Australië in de agglomeratie van Perth. City of Canning telde 95.860 inwoners in 2021. De hoofdplaats is Cannington.